# Pontoporeia
Pontoporeia är ett släkte av kräftdjur, märlkräftor som lever i brack- och saltvatten. Arten Pontoporeia femorata finns i Östersjön.
Släktet och arten beskrevs av Henrik Nikolai Krøyer 1842.